# Donald Cameron Watt

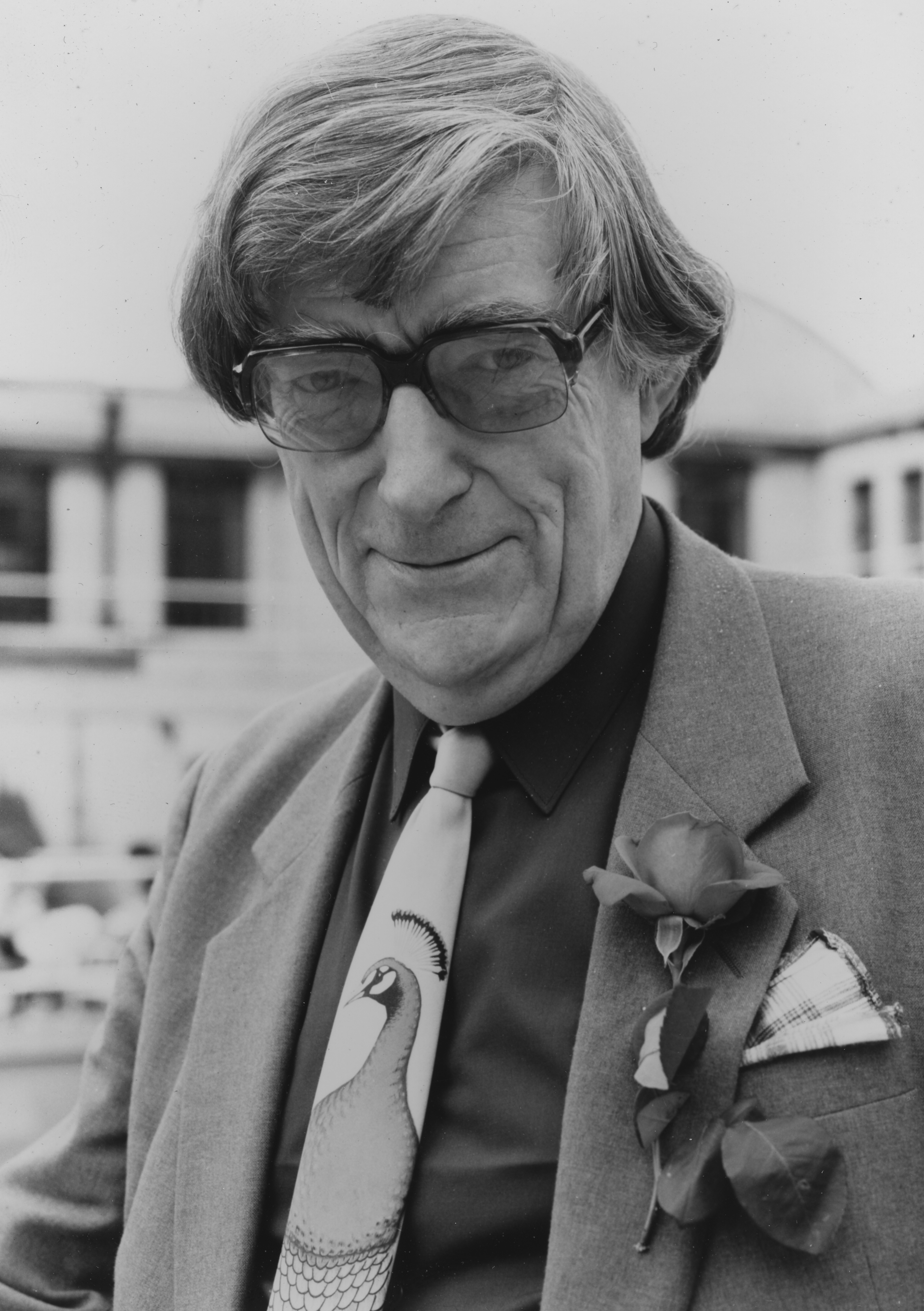
Donald Cameron Watt

Donald Cameron Watt (* 17. Mai 1928 in Rugby, Warwickshire; † 30. Oktober 2014) war ein britischer Historiker.

## Leben
Watson ging 1948 mit einem Stipendium an das Oriel College in Oxford. Der Historiker Christopher Seton-Watson war dort einer seiner Lehrer. 
1951–54 arbeitete er im Foreign Office. 1954–1966 war er Dozent für Geschichte an der London School of Economics and Political Science. 1981 wurde er dort ordentlicher Professor.
Er war 1972–81 Professor für internationale Geschichte und 1982-1993 Stevenson Professor of International History an der University of London. 1990 wurde er zum Mitglied (Fellow) der British Academy gewählt.
Für sein Buch How War Came wurde er 1989 mit dem Wolfson History Prize ausgezeichnet. Watt starb am 30. Oktober 2014 im Alter von 86 Jahren.

## Veröffentlichungen
- Documents on the Suez Crisis, 26 July to 6 November 1956
- England blickt auf Deutschland : Deutschland in Politik und öffentlicher Meinung Englands seit 1945
- Historische Voraussetzungen des gegenwärtigen britischen Deutschlandbildes; 1965
- Studies in international history : essays presented to W. Norton Medlicott; 1967
- A history of the world in the twentieth century; 21967
- Contemporary history in Europe
- Too serious a business : European armed forces and the approach to the Second World War; 1975 ISBN 978-0-85117-061-9
- The North Sea : a new international regime? ; records of an International Conference at the Royal Naval College, Greenwich 2, 3 & 4 May 1979
- Offshore Britain : today and tomorrow
- Grossbritannien und Europa 1951-1959 : die Jahre konservativer Regierung
- Churchill und der Kalte Krieg; 1981
- Succeeding John Bull, America in Britain's place, 1900-1975 : a study of the Anglo-American relationship and world politics in the context of British and American foreign-policy-making in the twentieth century
- Die westliche Sicherheitsgemeinschaft 1948 - 1950 : gemeinsame Probleme und gegensätzliche Nationalinteressen in der Gründungsphase der Nordatlantischen Allianz; 1988
- How war came : the immediate origins of the Second World War, 1938-1939; 1989
- mit Guido di Tella : Argentina between the great powers, 1939 - 46
- An integrated marine policy ; A meaningful concept?; 1990
- British documents on foreign affairs : reports and papers from the Foreign Office confidential print; 1997, 4 Bände